# 卡瓦永
卡瓦永（法語：Cavaillon，法語發音：[kavajɔ̃]；普罗旺斯方言（米斯特拉尔标准）：），法国东南部城市，普罗旺斯-阿尔卑斯-蓝色海岸大区沃克吕兹省的一个市镇，隶属于阿普特区，其市镇面积为45.96平方公里，2022年1月1日时人口数量为25,890人，是该省人口第四多的市镇，在法国城市中排名第345位。
卡瓦永位于沃克吕兹省南部，迪朗斯河右岸，隔河与罗讷河口省相望，是一个区域性的中心城市，多条公路在此交汇。卡瓦永因当地出产甜瓜而闻名，被称为“甜瓜之都”（capitale du melon）。

## 地名来源
“卡瓦永”一名最初写作“Kabellion”，该名称来源于卡瓦尔人，后者为一支凯尔特部落，古典时期曾定都于此。当地的地方历史文化学社亦以“Kabellion”命名。
卡瓦永所在区域历史上曾通行奥克语普罗旺斯方言，“Cavaillon”对应的普罗旺斯方言（米斯特拉尔标准）和传统奥克语拼写分别为“Cavaioun”和“Cavalhon”。

## 历史

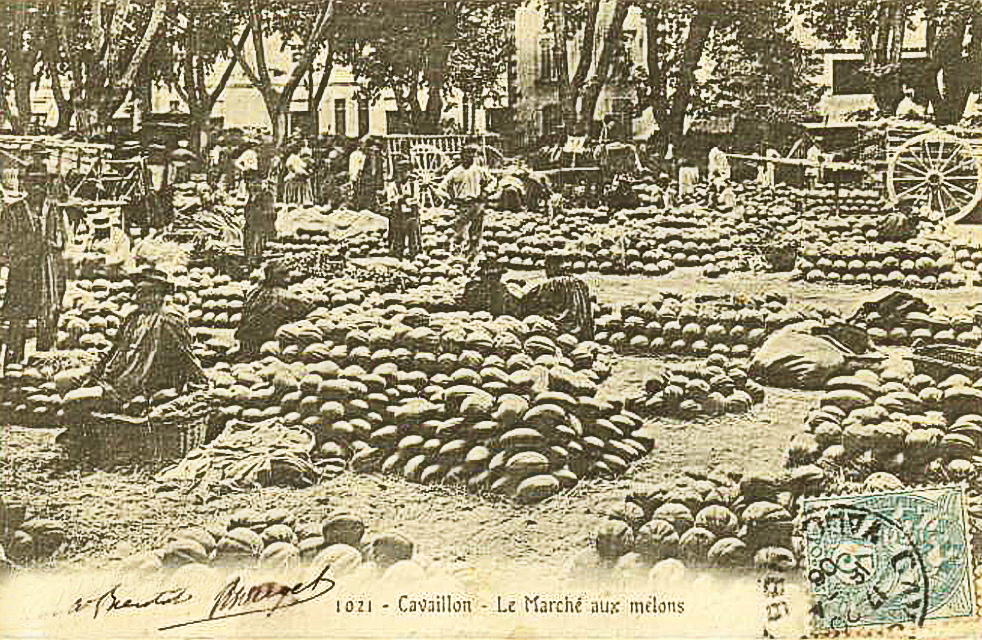
20世纪初卡瓦永的甜瓜集市

卡瓦永附近区域在新石器时期就已出现人类活动，古典时期为的卡瓦尔人活动中心。罗马人入侵后，卡瓦永成为了纳博讷高卢行省的一个帕古斯，其附近区域出现了葡萄酒种植园。中世纪初，卡瓦永归属于勃艮第王国，迪朗斯河口附近区域于13世纪被教宗若望二十二世购买，成为沃奈桑伯爵领地。1495年，法兰西国王查理八世在由那不勒斯返回法兰西时将甜瓜籽赠予卡瓦永主教克莱芒·德拉罗韦尔，卡瓦永地区随即成为甜瓜种植和贸易中心，并由此形成商业集镇。卡瓦永所处的沃奈桑领地直至法国大革命后经全民公投才加入法国，其主体部分于1793年和相邻的德龙省部分区域组建成为沃克吕兹省。1835年，首座横跨迪朗斯河的桥梁建成。1868年，途径卡瓦永的铁路线建成运行。1926年，阿普特区的副省政府曾搬至卡瓦永，后于1933年迁回阿普特。第一次世界大战期间，大批意大利难民入住卡瓦永。二战后，卡瓦永的常住人口数量逐年增加，当地出现了集中式居民区。

## 地理

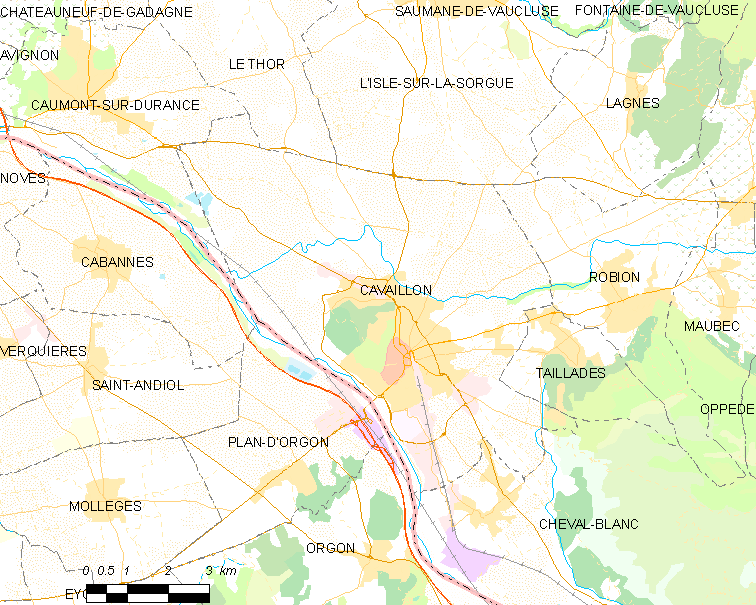
卡瓦永市镇范围地图

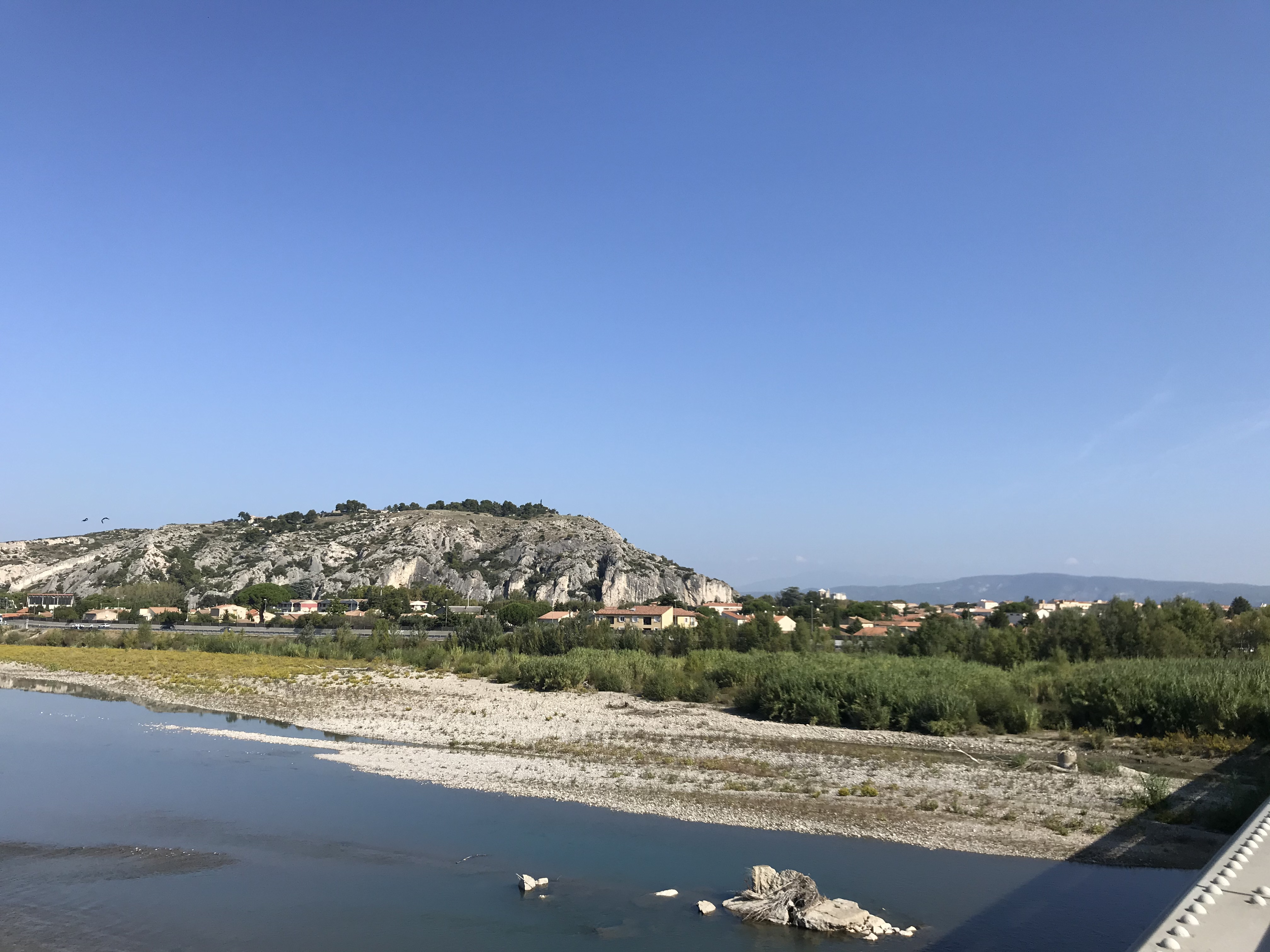
从迪朗斯河桥上远眺卡瓦永

卡瓦永位于法国东南部，普罗旺斯-阿尔卑斯-蓝色海岸大区西部和沃克吕兹省南部，距离省会阿维尼翁大约25公里。与卡瓦永接壤的市镇包括：勒托尔、迪朗斯河畔科蒙、索尔格河畔利勒、罗比永、卡巴讷、塔亚德、普朗多尔贡、奥尔贡和舍瓦勒布朗。

### 地形
卡瓦永位于迪朗斯河下游冲积平原腹地，境内以平原为主，市镇中心地势较为平坦，市区西北部为圣雅克山（Mont Saint-Jacques），全境海拔在49到200米之间。

### 水文
迪朗斯河自东南向西北流经境内，市区整体位于河流右岸。该河是罗讷河的左岸支流，后者为法国五大河流之一。

### 植被
卡瓦永属于亚热带常绿硬叶林区，林地多分布于河流附近及山地地区，树篱广场（Place du Clos）是当地的一块城市绿地。
在鲜花城市的评比中，卡瓦永被评为2星级鲜花城市。

### 气候
卡瓦永在柯本气候分类法中属于地中海气候。
卡瓦永境内设有常年气象站，以下为该气象站的数据（其中日照数据取自普罗旺斯地区艾克斯）：
| 卡瓦永1981年－2019年 | 卡瓦永1981年－2019年 | 卡瓦永1981年－2019年 | 卡瓦永1981年－2019年 | 卡瓦永1981年－2019年 | 卡瓦永1981年－2019年 | 卡瓦永1981年－2019年 | 卡瓦永1981年－2019年 | 卡瓦永1981年－2019年 | 卡瓦永1981年－2019年 | 卡瓦永1981年－2019年 | 卡瓦永1981年－2019年 | 卡瓦永1981年－2019年 | 卡瓦永1981年－2019年 |
| 月份                 | 1月                  | 2月                  | 3月                  | 4月                  | 5月                  | 6月                  | 7月                  | 8月                  | 9月                  | 10月                 | 11月                 | 12月                 | 全年                 |
| -------------------- | -------------------- | -------------------- | -------------------- | -------------------- | -------------------- | -------------------- | -------------------- | -------------------- | -------------------- | -------------------- | -------------------- | -------------------- | -------------------- |
| 历史最高温 °C（°F）  | 20.5 (68.9)          | 22.3 (72.1)          | 27.1 (80.8)          | 29.8 (85.6)          | 34.1 (93.4)          | 37.5 (99.5)          | 39 (102)             | 38.9 (102.0)         | 35 (95)              | 29.4 (84.9)          | 26.5 (79.7)          | 20.3 (68.5)          | 39 (102)             |
| 平均高温 °C（°F）    | 9.9 (49.8)           | 11.7 (53.1)          | 15.6 (60.1)          | 18.6 (65.5)          | 23.2 (73.8)          | 27.2 (81.0)          | 30.5 (86.9)          | 29.8 (85.6)          | 25 (77)              | 19.9 (67.8)          | 13.6 (56.5)          | 10.2 (50.4)          | 19.6 (67.3)          |
| 日均气温 °C（°F）    | 5.3 (41.5)           | 6.6 (43.9)           | 9.9 (49.8)           | 12.7 (54.9)          | 17 (63)              | 20.7 (69.3)          | 23.5 (74.3)          | 23 (73)              | 19 (66)              | 14.8 (58.6)          | 9.1 (48.4)           | 5.9 (42.6)           | 14 (57)              |
| 平均低温 °C（°F）    | 0.7 (33.3)           | 1.4 (34.5)           | 4.2 (39.6)           | 6.9 (44.4)           | 10.7 (51.3)          | 14.2 (57.6)          | 16.6 (61.9)          | 16.2 (61.2)          | 12.9 (55.2)          | 9.6 (49.3)           | 4.6 (40.3)           | 1.6 (34.9)           | 8.3 (46.9)           |
| 历史最低温 °C（°F）  | −17 (1)              | −19 (−2)             | −11.5 (11.3)         | −2.1 (28.2)          | 0 (32)               | 4 (39)               | 7.2 (45.0)           | 6.6 (43.9)           | 2 (36)               | −4.2 (24.4)          | −9.2 (15.4)          | −20 (−4)             | −20 (−4)             |
| 平均降水量 mm（）    | 48.3 (1.90)          | 37.5 (1.48)          | 38.9 (1.53)          | 64.5 (2.54)          | 57.7 (2.27)          | 34.1 (1.34)          | 19.2 (0.76)          | 44.3 (1.74)          | 96.5 (3.80)          | 91 (3.6)             | 69.4 (2.73)          | 51.6 (2.03)          | 653 (25.7)           |
| 月均日照時數         | 150.7                | 178.7                | 238.8                | 242                  | 289.4                | 327.3                | 370.2                | 328.6                | 256.2                | 185.1                | 154.1                | 140.1                | 2,861.2              |
| 来源：infoclimat.fr  |                      |                      |                      |                      |                      |                      |                      |                      |                      |                      |                      |                      |                      |

## 行政区划
卡瓦永的市镇编号为84035，邮政编号为84300。
在行政管理方面，卡瓦永隶属于法国普罗旺斯-阿尔卑斯-蓝色海岸大区沃克吕兹省阿普特区；在地方选举方面，卡瓦永是卡瓦永县的中央投票站所在地，隶属于沃克吕兹省第二选区；在社会管理方面，卡瓦永是吕贝龙-蒙德沃克吕兹城市圈公共社区的办公驻地。
卡瓦永市镇被划为六个街区，其中莱维尼耶尔街区（Les Vignères）实行街区自治制度。卡瓦永的艾姆医生-孔达米讷-巴里永-圣马丁-邦皮-圣吉勒-拉塔康（Quartiers Dr Ayme - Condamines - Barillon - Saint Martin - Bon Puits - Saint Gilles - Ratacans）和拉克莱德-火车站-佩尔蒂公路-圣安娜（Quartiers La Clède - Gare - Route De Pertuis - Saint Anne）两个街区为城市政策优先街区。
法国国家统计与经济研究所（简称）在进行数据统计时，将卡瓦永及相邻的另外58个市镇设为阿维尼翁城市核心区，并将包括核心区在内的周边共97个市镇划为阿维尼翁城市区。自2020年起，阿维尼翁城市区被拆解，卡瓦永被划入包含6个市镇的卡瓦永城市辐射区内。此外，还将卡瓦永市镇分为了11个“块区”（IRIS），以便于统计人口分布情况。

## 交通

### 公路
A7高速公路经过卡瓦永西侧，通过25号出入口连接市区，此外多条沃克吕兹省省道在卡瓦永境内交汇。普罗旺斯-阿尔卑斯-蓝色海岸大区下属的城际客运提供巴士线路，可前往阿维尼翁、阿普特、卡庞特拉、阿尔勒和佩尔蒂。
| 25 | 3 |

| 15 | 48 |

| 阿维尼翁 | 25 |

| 博凯尔 | 36 |

| 卡庞特拉 | 28 |

| 索尔格河畔利勒 | 11 |

| 普罗旺斯地区萨隆 | 26 |

| 阿普特 | 33 |

2018年，71.3%的卡瓦永家庭拥有至少一辆私人汽车。2019年，卡瓦永境内共发生各类交通事故9起，造成3人遇难，10人受伤。

### 铁路

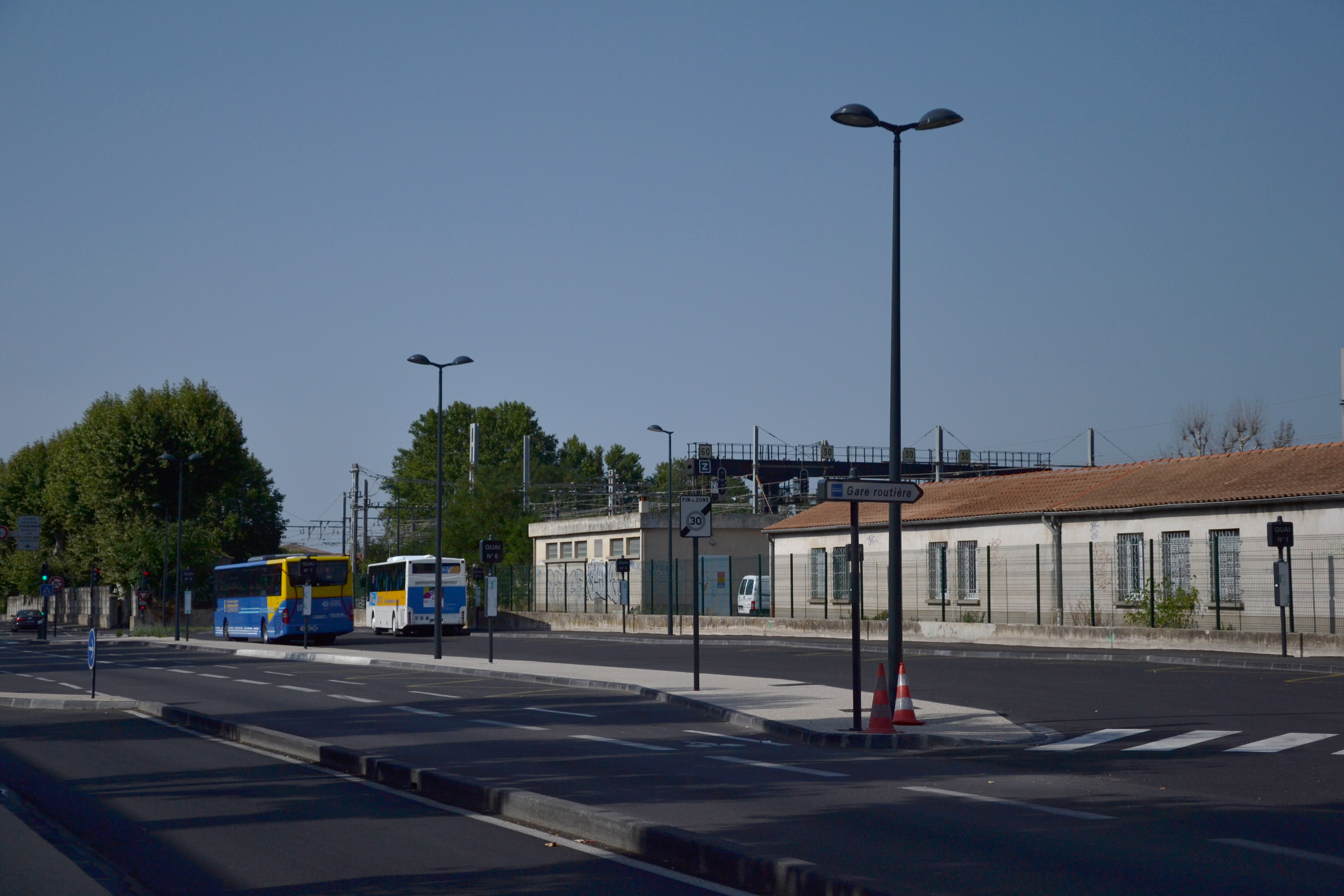
卡瓦永站前方的长途客运站

卡瓦永位于阿维尼翁－米拉马斯铁路上，该铁路已完成复线及电气化改造，是巴黎－马赛铁路的一条辅助支线；另一条连接卡瓦永的卡瓦永－圣迈姆-多凡铁路已于20世纪80年代关闭。卡瓦永站位于市区东部，停靠往返于阿维尼翁和马赛一线的区域列车。

### 航空
距离卡瓦永最近的民用航空站为马赛机场，距离卡瓦永市中心的公路里程约54公里。

### 城市公共交通
卡瓦永城市公共交通（商业名称为）是当地的城市公共交通系统。截至2022年3月，该系统共包括四条公交线路，路网覆盖了卡瓦永市区内的主要街道和居民区。

## 政治

### 市政内阁

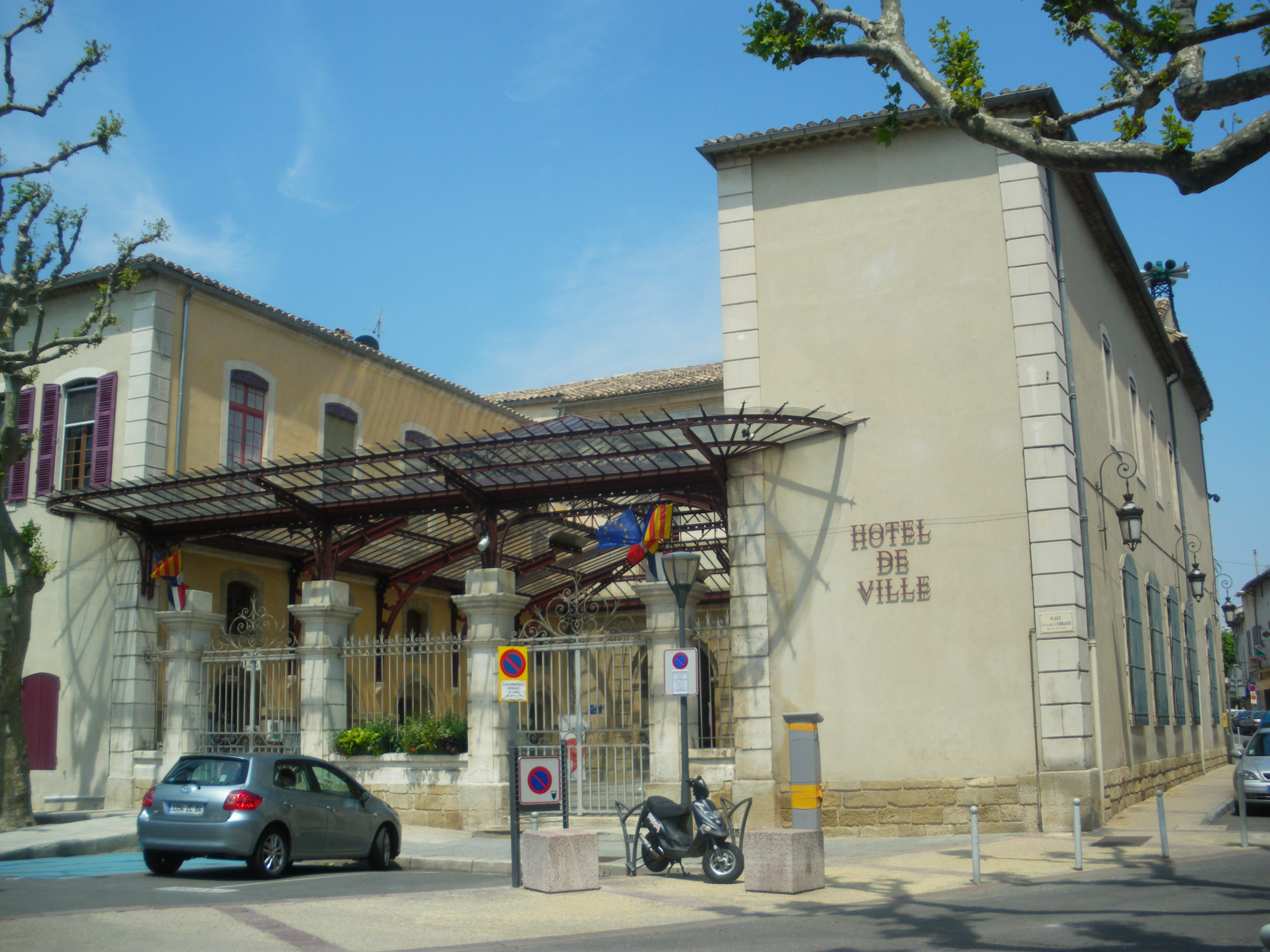
卡瓦永市政厅

卡瓦永的现任市长为热拉尔·多代先生（Gérard DAUDET），他是共和党的一名成员，在2020年的市政选举中获得了65.18%的支持率。
| 卡瓦永历届市长 | 卡瓦永历届市长                     | 卡瓦永历届市长                   |
| 任期           | 市长                               | 党派                             |
| -------------- | ---------------------------------- | -------------------------------- |
| 1944年－1945年 | Émile VIENS 埃米尔·维安斯          | 不详                             |
| 1945年－1977年 | Fleury MITIFIOT 弗勒里·米蒂菲奥    | SFIO工人国际法国支部 →PS社会党   |
| 1977年－1989年 | Fernand LOMBARD 费尔南·隆巴尔      | PS社会党                         |
| 1989年－1992年 | Maurice BOUCHET 莫里斯·布谢        | RPR保衛共和聯盟                  |
| 1992年－2008年 | Maurice GIRO 莫里斯·吉罗           | RPR保衛共和聯盟 →UMP人民运动联盟 |
| 2008年－2017年 | Jean-Claude BOUCHET 让-克洛德·布谢 | UMP人民运动联盟 →LR共和黨        |
| 2017年－       | Gérard DAUDET 热拉尔·多代          | LR共和黨                         |

### 各级选举
| 卡瓦永历届投票选举结果 | 卡瓦永历届投票选举结果         | 卡瓦永历届投票选举结果 | 卡瓦永历届投票选举结果 | 卡瓦永历届投票选举结果             | 卡瓦永历届投票选举结果 | 卡瓦永历届投票选举结果 | 卡瓦永历届投票选举结果               | 卡瓦永历届投票选举结果 | 卡瓦永历届投票选举结果 |
| 选举项目               | 选举范围                       | 选区单位               | 选举结果               | 选举结果                           | 选举结果               | 选举结果               | 选举结果                             | 选举结果               | 参考资料               |
| 选举项目               | 选举范围                       | 选区单位               | 第一轮胜出者           | 第一轮胜出者                       | 支持率                 | 第二轮胜出者           | 第二轮胜出者                         | 支持率                 | 参考资料               |
| ---------------------- | ------------------------------ | ---------------------- | ---------------------- | ---------------------------------- | ---------------------- | ---------------------- | ------------------------------------ | ---------------------- | ---------------------- |
| 2017年法國總統選舉     | 法國                           | 市镇                   |                        | 玛丽娜·勒庞                        | 34.27%                 |                        | 玛丽娜·勒庞                          | 50.11%                 | [ 33 ]                 |
| 2017年法国立法选举     | 沃克吕兹省第二选区             | 市镇                   |                        | 让-克洛德·布谢                     | 30.44%                 |                        | 让-克洛德·布谢                       | 61.61%                 | [ 33 ]                 |
| 2019年欧洲议会选举     | 法國                           | 市镇                   |                        | 若尔当·巴尔代拉                    | 38.38%                 | （不适用）             | （不适用）                           | （不适用）             | [ 35 ]                 |
| 2021年法国省级选举     | 沃克吕兹省                     | 县                     |                        | 贝内迪克特·奥扎诺 让-皮埃尔·佩拉尔 | 44.37%                 |                        | 埃利萨贝特·阿莫罗斯 让-巴斯蒂德·布朗 | 54.15%                 | [ 36 ]                 |
| 2021年法国省级选举     | 沃克吕兹省                     | 市镇                   |                        | 贝内迪克特·奥扎诺 让-皮埃尔·佩拉尔 | 43.51%                 |                        | 埃利萨贝特·阿莫罗斯 让-巴斯蒂德·布朗 | 54.51%                 | [ 36 ]                 |
| 2021年法国大区选举     | 普罗旺斯-阿尔卑斯-蔚蓝海岸大区 | 市镇                   |                        | 蒂耶里·马里亚尼                    | 44.39%                 |                        | 蒂耶里·马里亚尼                      | 50.83%                 | [ 37 ]                 |
| 2022年法国总统选举     | 法國                           | 市镇                   |                        | 玛丽娜·勒庞                        | 31.31%                 |                        | 玛丽娜·勒庞                          | 54.24%                 | [ 33 ]                 |
| 2022年法国立法选举     | 沃克吕兹省第二选区             | 市镇                   |                        | 贝内迪克特·奥扎诺                  | 29.05%                 |                        | 贝内迪克特·奥扎诺                    | 58.67%                 | [ 33 ]                 |

## 人口
2020年，卡瓦永市镇人口数量为25,832，在法国排名第345位。其中男性12,332人，女性13,500人，75岁及以上人口占9.6%，外籍人口数量为3,724人，人口密度为562人/平方公里，当地居民被称为（男性）或（女性）。2021年，卡瓦永境内出生332人，死亡人口266人。
| 卡瓦永1901年－2019年人口变化情况 |
|                                  |
| 数据来源：Cassini、INSEE         |

## 经济

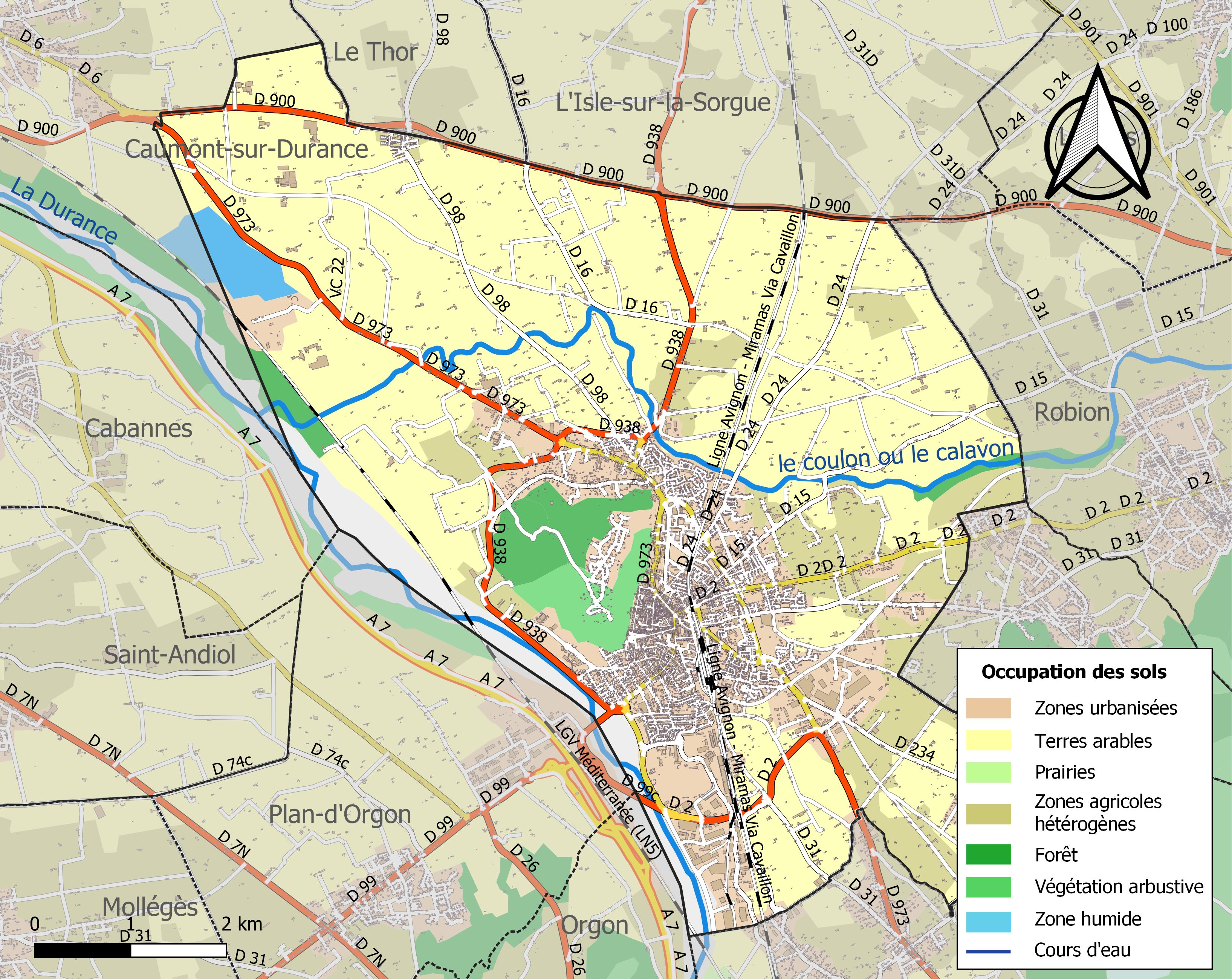
卡瓦永土地利用情况地图

卡瓦永是一个区域性的中心城市。截止2022年3月，卡瓦永市镇范围内共有各类用人单位（包含自雇）4,863家，平均历史为15年，其中97.94%为中小型企业（PME）。（零售）、（蔬果销售）及（蔬果销售）是当地2020年营业额最高的三个企业，分别为307,566,582欧元、190,572,561欧元和186,370,303欧元。

## 财政与居民收入
2020年，卡瓦永的财政收入总额为31,494,700欧元，财政支出总额为27,343,500欧元，当年的债务总额为24,675,000欧元。2021年，卡瓦永共获得3,471,179欧元的国家财政补助，比上一年减少了1.72%。
2019年，卡瓦永的人均月收入总额为2,005欧元，其中高级职员为3,749欧元，低于法国平均水平（4,230欧元）；中级职员为2,338欧元，低于法国平均水平（2,411欧元）；普通职员为1,682欧元，亦低于法国平均水平（1,740欧元）。
2020年，卡瓦永境内的贫困率为26%，青壮年（15至64岁）失业率为16%；2022年，当地31.7%的家庭拥有纳税资格，平均纳税3,357欧元，低于法国平均水平（4,393欧元）。

## 社会事务

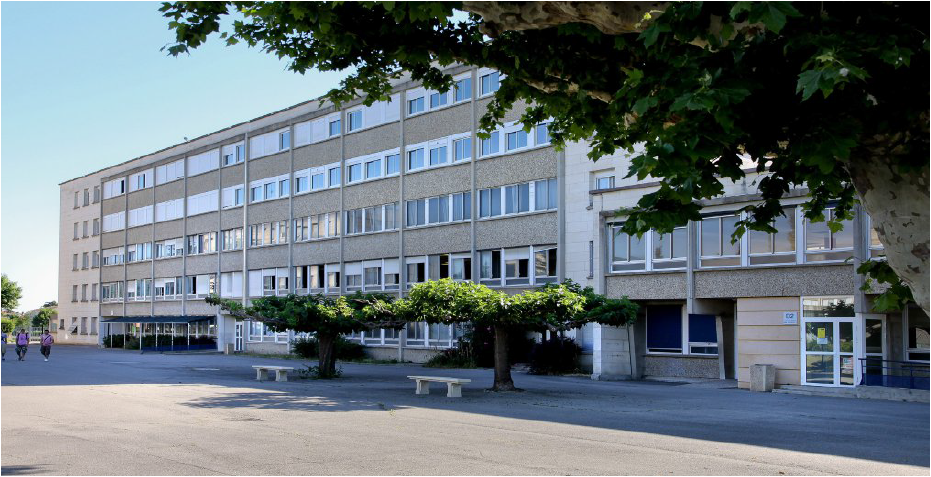
卡瓦永的一所高级中学

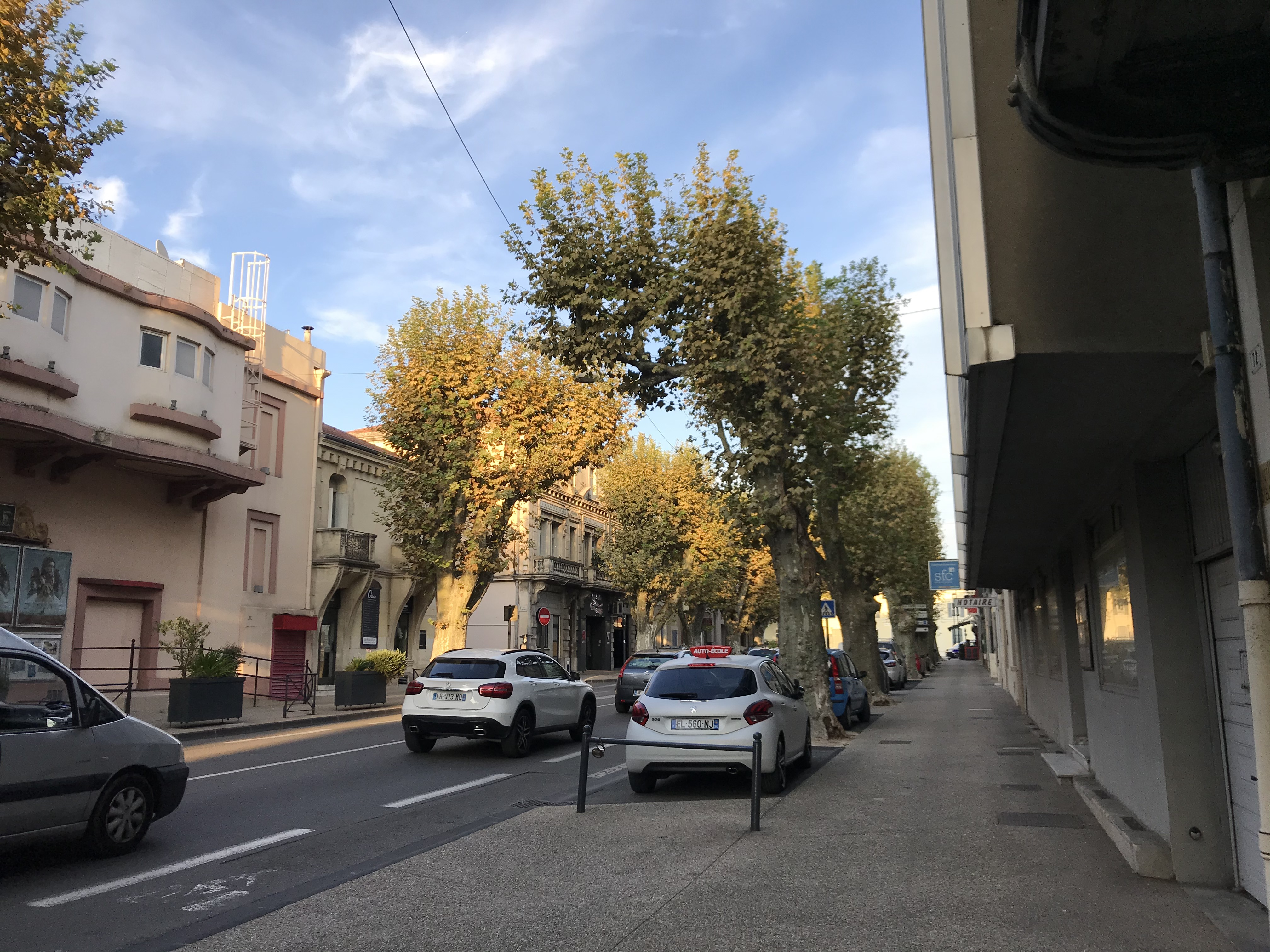
卡瓦永镇中心的凡尔登街

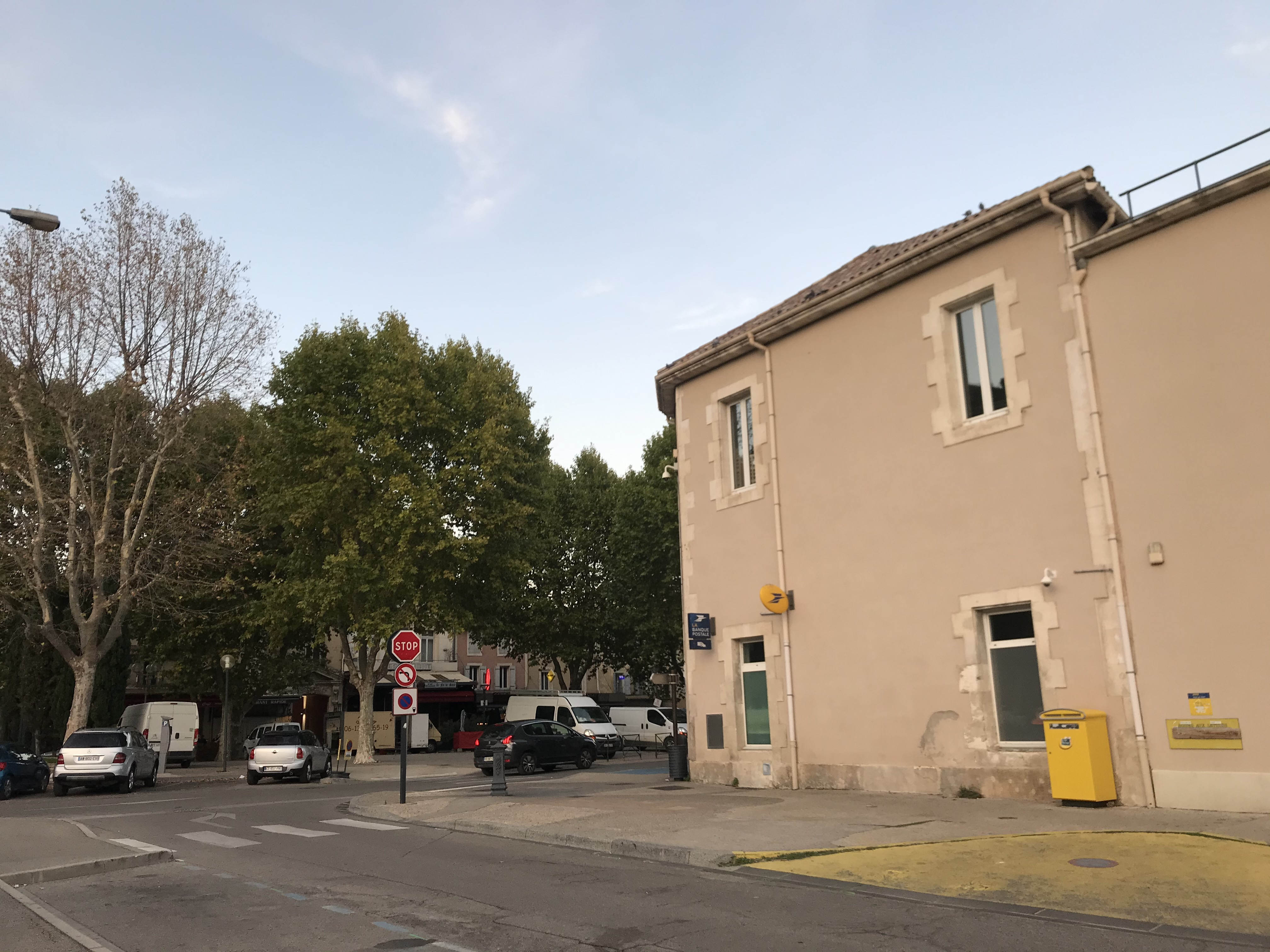
卡瓦永邮局

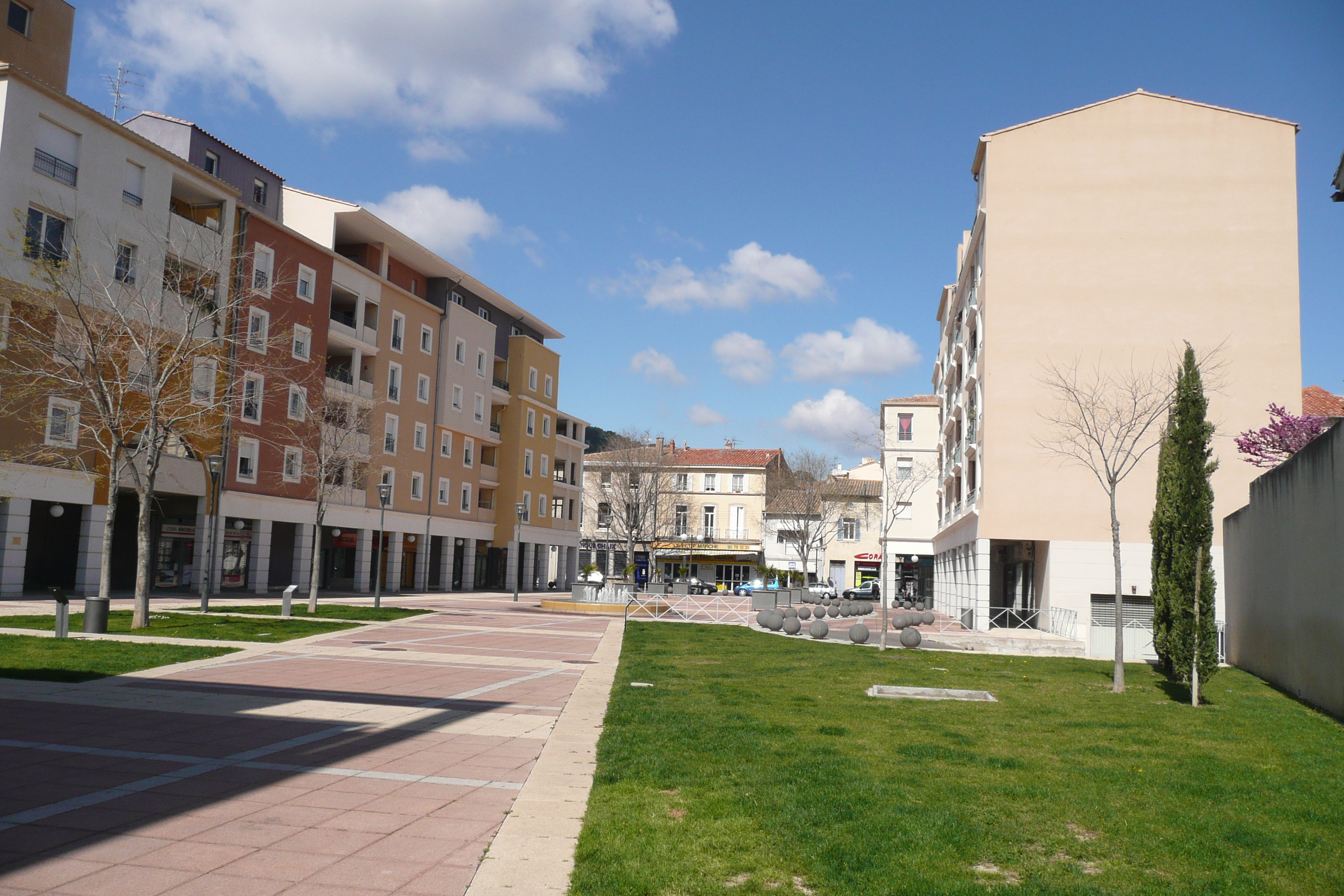
卡瓦永的一处现代居民区

### 教育
卡瓦永属于艾克斯-马赛学区。截止2020年1月1日，卡瓦永境内共有6所幼儿园、8所小学、4所初级中学、1所普通高中和1所职业高中。2018至2019学年度，卡瓦永境内共有在校中等教育阶段学生3,010名。

### 医疗
截止2020年1月1日，卡瓦永境内共有全科医生27名、保健师23名、牙医17名、护士85名、耳科医生4名、眼科医生7名、皮肤科医生3名、助产士2名、儿科医生4名和妇科医生4名。境内共有药房11家、养老院2家、残疾人帮扶中心4家。
卡瓦永中心医院，全名为“卡瓦永-洛里斯市际中心医院”（Centre hospitalier intercommunal de Cavaillon - Lauris），是法国的一个区域性医疗机构，其主病区位于卡瓦永市区，设有床位229个，是当地规模最大的公立综合性医院。

### 住房
2018年，卡瓦永境内共有各类住房13,893套，其中45.7%为独立式居民区，52.8%为集中式居民区。常住房屋占卡瓦永市镇范围内居民建筑总量的85.9%。
在住房保障政策方面，2020年，卡瓦永境内共有3,228户家庭获得了住房经济补助，受益人数占总人口数量的12.3%，其中3,045份为房租补助。

### 商业
2019年，卡瓦永境内共有各类实体商铺912家，其中餐厅114家、大型超市11家、杂货店15家、面包房28家、肉铺11家、书店7家、装饰品店7家、银行门店17家、美容美发店50家、汽车维修店59家。卡瓦永市区内建有家乐福便民超市以及Intermarché、欧尚、Super U、Lidl等购物商场。

### 体育
2020年，卡瓦永境内共有2家游泳池、6间体育馆、3座综合体育场、8处网球场、2处马术场、5处足球或橄榄球场以及3处篮球或排球场。
截至2023年11月，卡瓦永境内共有三家注册足球俱乐部。卡瓦永竞技俱乐部联盟（Association Racing Club Cavaillon，编号512627）是当地的代表性足球队，成立于1991年，其U17青年队于2023至2024赛季参加地中海足球联赛，其主场让·罗芒球场（Stade Jean Roman）位于市区西部。

### 环境
卡瓦永的环境事务由其所属的吕贝龙-蒙德沃克吕兹城市圈公共社区负责。2019年，卡瓦永境内共有2家污染企业。

### 治安
2019年，卡瓦永市镇范围内共有1处派出所。
2020年，卡瓦永市镇范围内累计发生各类案件1,302起，其中盗窃类案件560起，经济类案件152起，毒品交易类案件243起。

## 文化
2020年，卡瓦永境内共有1家剧场、2家电影院、3家博物馆和1家音乐厅。卡瓦永市政府提供多媒体中心（Médiathèque），每周二至六向公众开放。

### 建筑
卡瓦永境内有多处历史建筑，其中圣母-圣韦朗大教堂、卡瓦永犹太教堂、卡瓦永神学院等为法国国家文物保护单位。

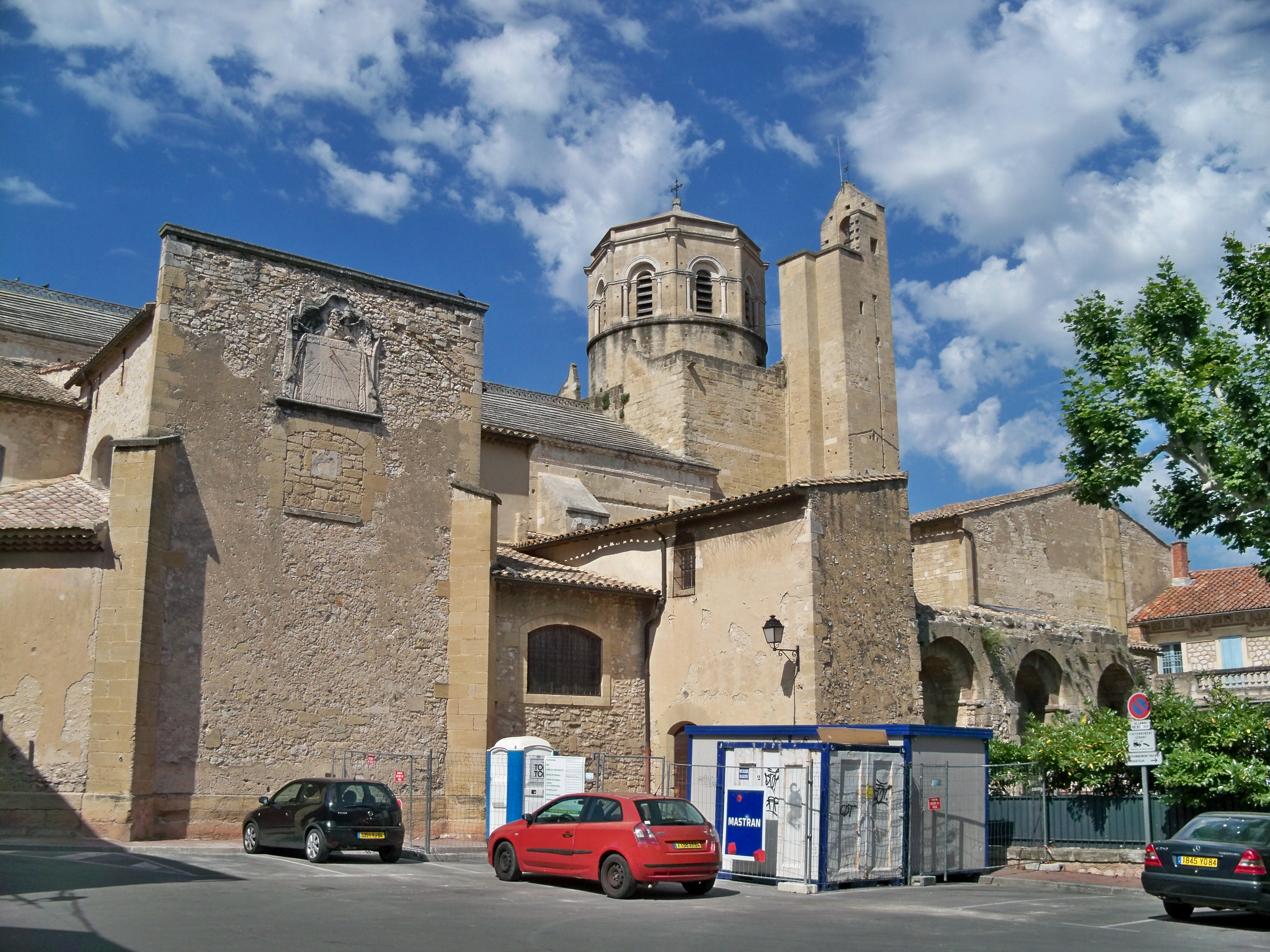
圣母-圣韦朗大教堂（法语：Cathédrale Notre-Dame-et-Saint-Véran de Cavaillon）
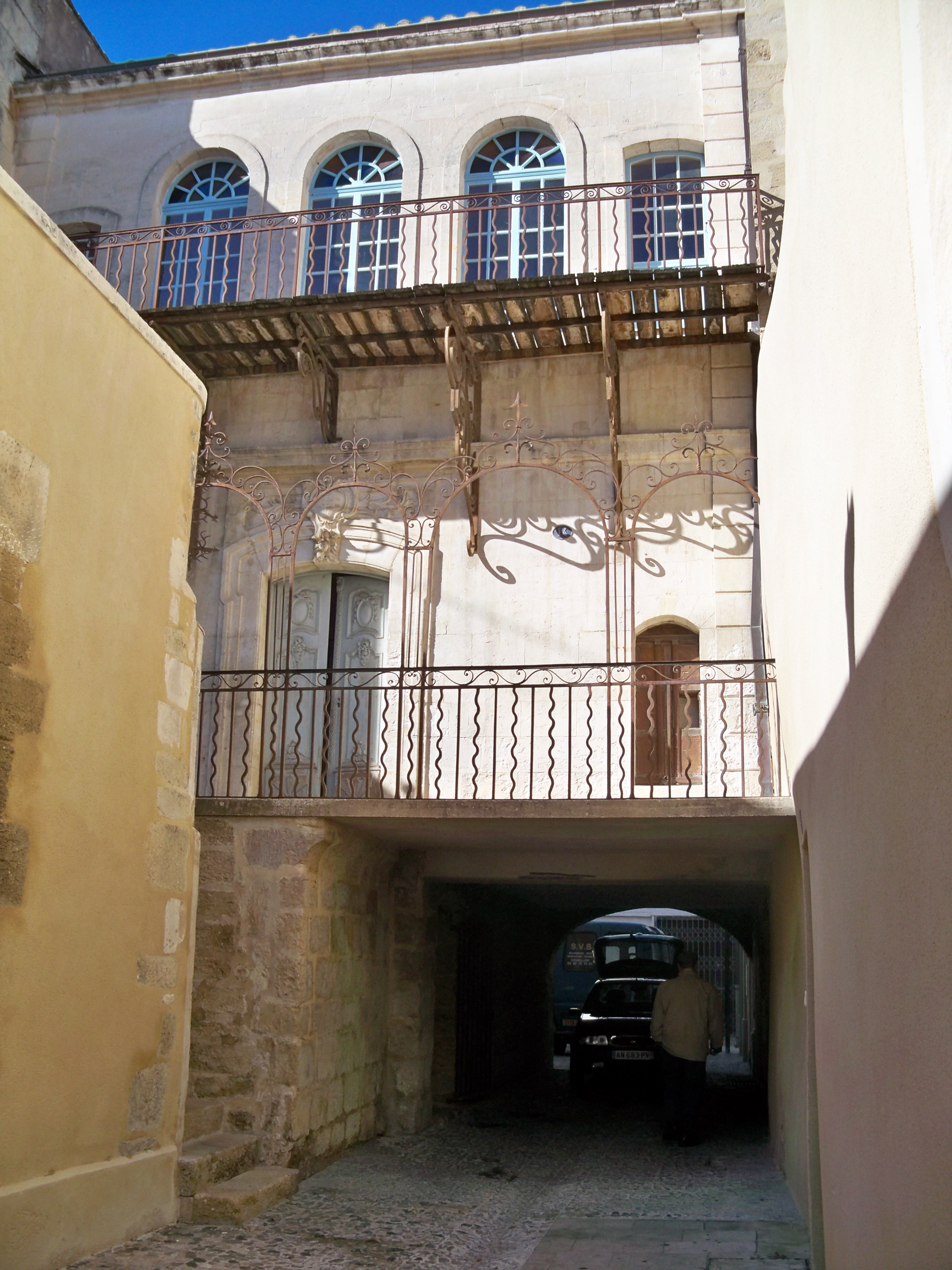
犹太教堂（法语：Synagogue de Cavaillon）
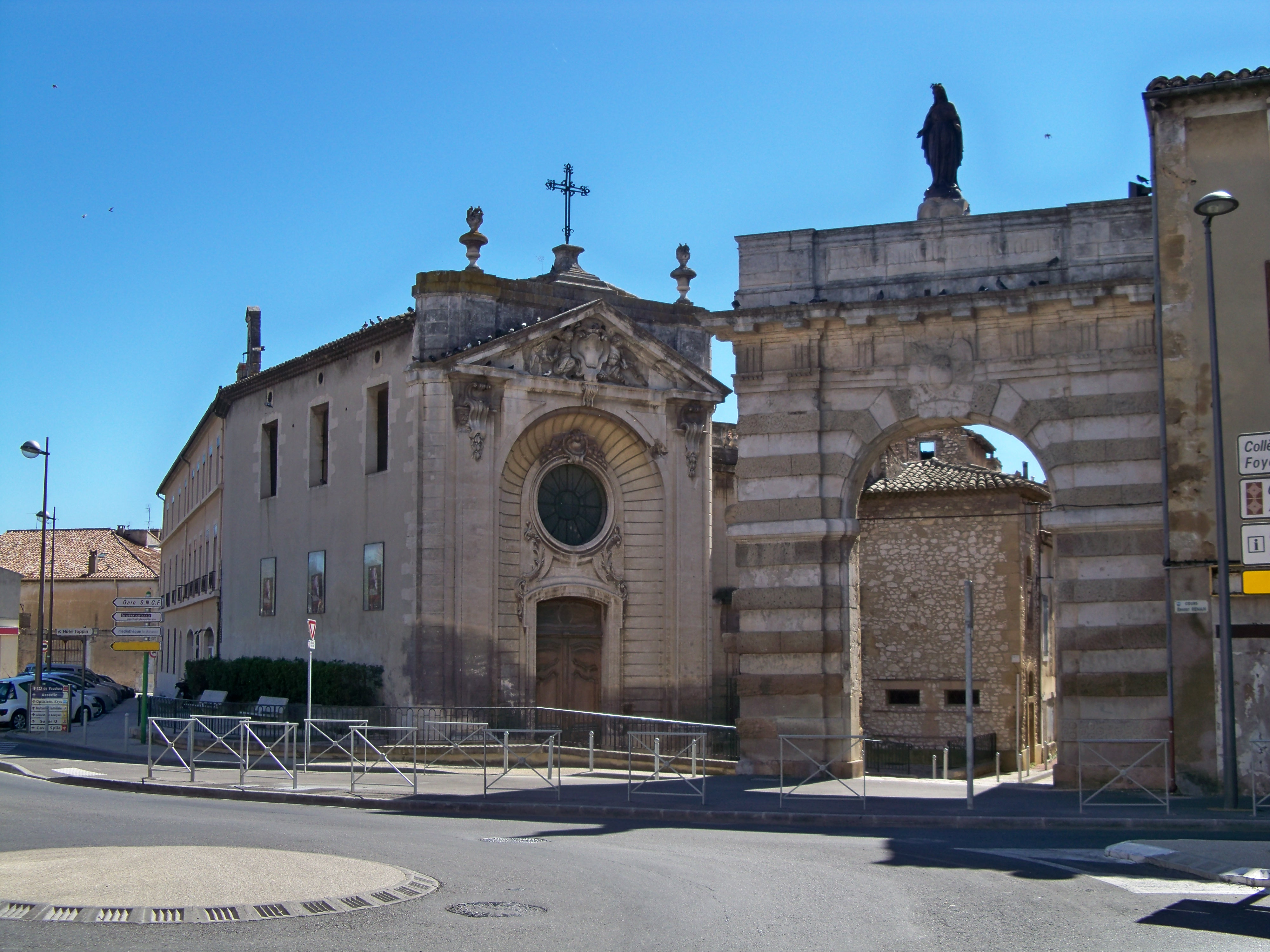
卡瓦永神学院（法语：Hôpital de Cavaillon）
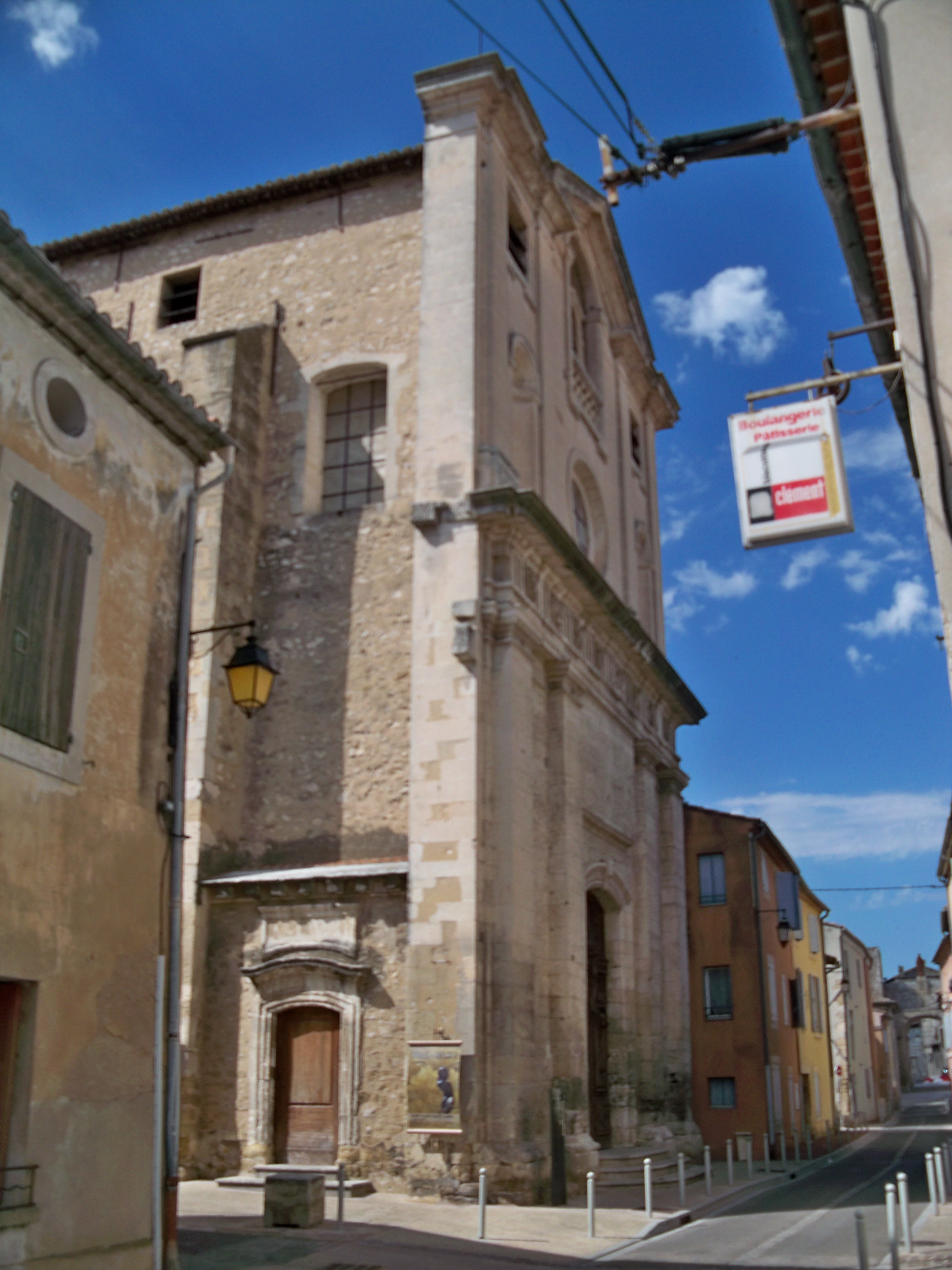
圣伯努瓦小教堂
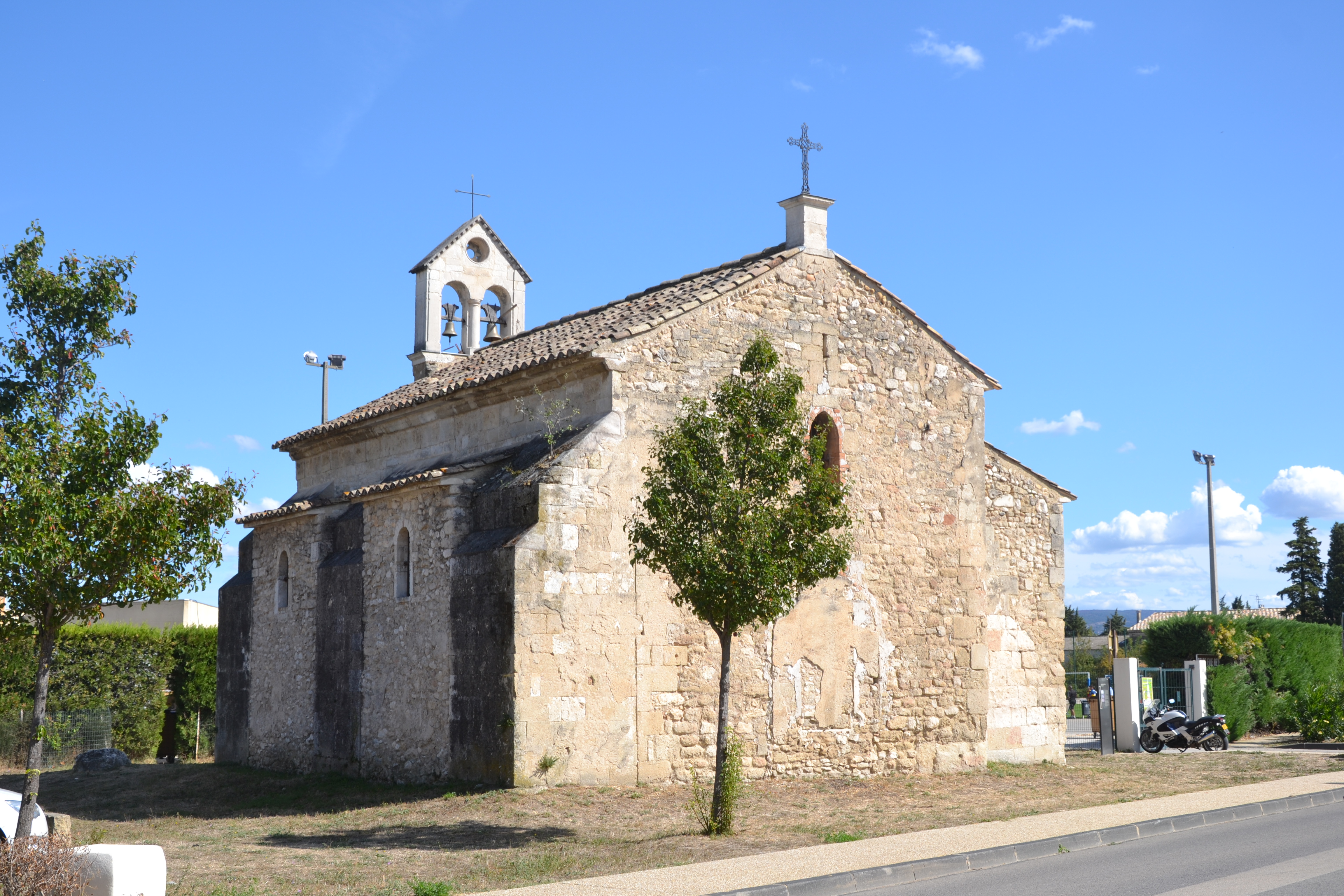
莱维尼耶尔圣母小教堂（法语：Chapelle Notre-Dame des Vignères）
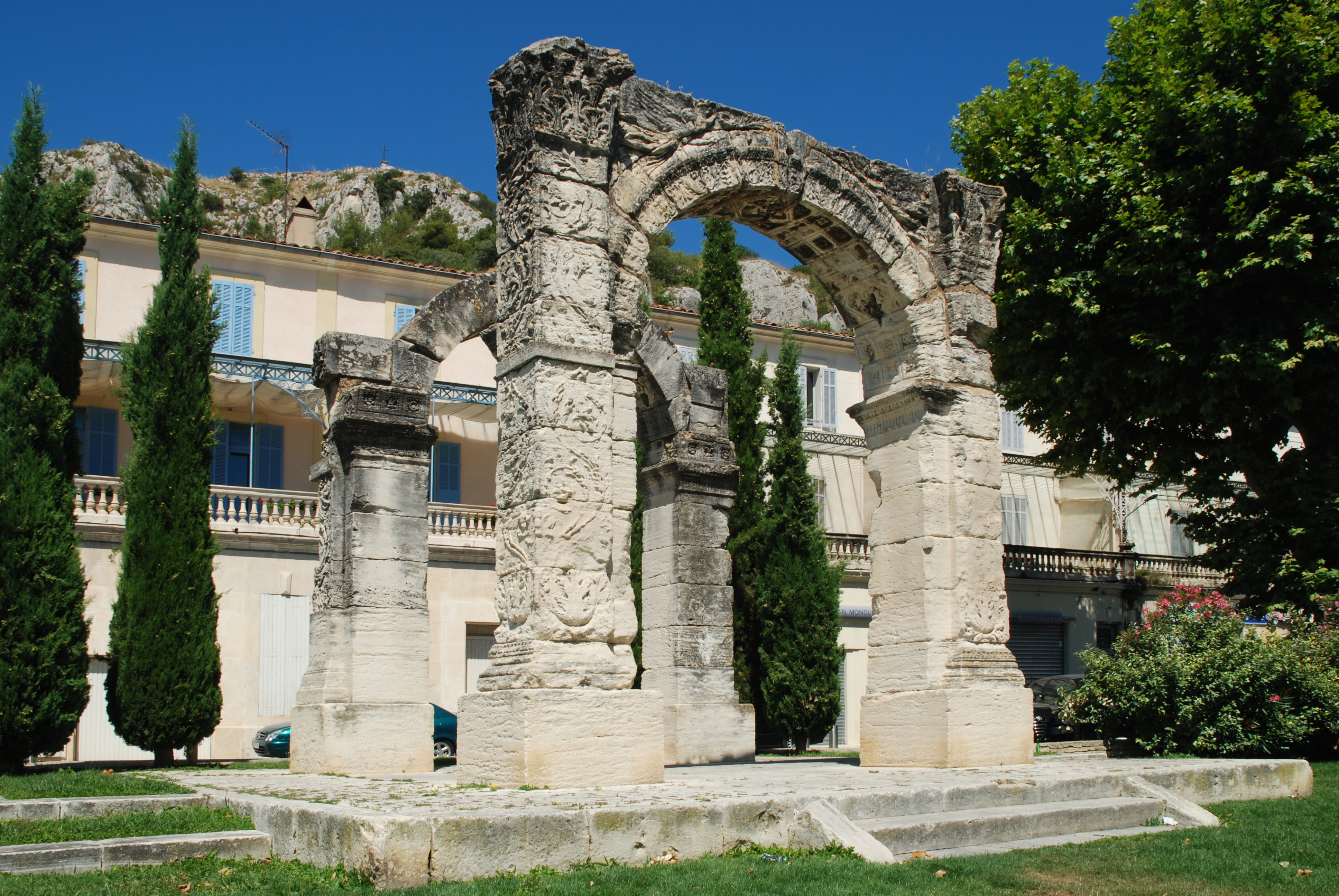
卡瓦永古廊门（法语：Arc antique de Cavaillon）
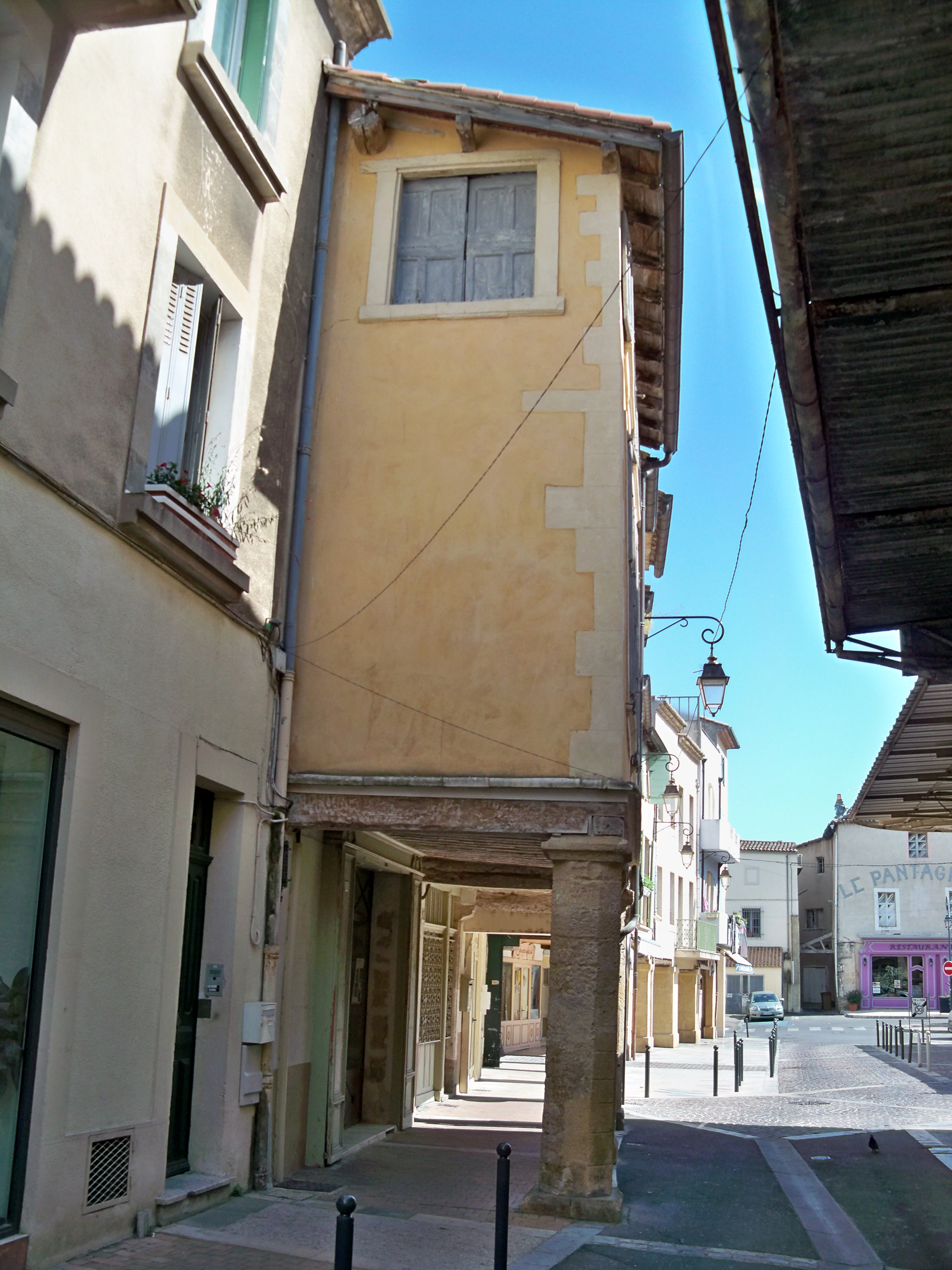
骑楼

### 旅游
卡瓦永的旅游事务由其所属的吕贝龙-蒙德沃克吕兹城市圈公共社区负责。2021年，卡瓦永境内共有5家酒店共计228间房间；另有1个露营地，可容纳共100辆露营车。

### 媒体
法国主要的媒体均可在卡瓦永接收，法国电视三台下属的普罗旺斯-阿尔卑斯-蓝色海岸大区频道在部分时段播出卡瓦永所属区域的地方新闻。《沃克吕兹晨报》、《普罗旺斯报》、蓝色法兰西沃克吕兹广播、卡马尔格广播等是当地主要的地方性媒体。

## 相关人物
法国将军让-夏尔·莫尼埃、天体物理学家让-皮埃尔·吕米内和足球运动员乔丹·费里出生于卡瓦永。

## 友好城市
截至2023年11月，卡瓦永共与两座城市互为友好城市关系：
- 德国 魏恩海姆（1958年）
- 義大利 兰吉拉诺（2001年）